# Instituto de Física e Tecnologia de Moscou
Instituto de Física e Tecnologia de Moscou (MIPT) (em russo:  Московский Физико-Технический институт) é uma das maiores instituições educacionais da Rússia. Os maiores cientistas russos e projetistas propuseram um modelo de aprendizado diferenciado, o “Sistema Phystech”, que baseia-se na integração entre academia, ciência e indústria. Por mais de 70 anos, o proeminente “Sistema Phystech” formou milhares de estudantes de alto gabarito além de diversos cientistas que assumiram posições dominantes na comunidade científica internacional e receberam reconhecimento mundial. 
Assim o MIPT é sinônimo de educação de alta qualidade e demanda de pós-graduação. Há 10 ganhadores do Prêmio Nobel no rol de ilustres ex-alunos do MIPT, bem como membros-chave da Academia Russa de Ciências.

## História
No final de 1945 e início de 1946, um grupo de proeminentes cientistas da extinta União Soviética fez lobby junto ao governo pela criação de uma instituição de ensino superior com uma metodologia totalmente diferente do tipo estabelecido pelo sistema soviético de ensino superior. Os candidatos, cuidadosamente selecionados por exames desafiadores e entrevistas pessoais, seriam ensinados e trabalhariam em conjunto com cientistas de alto gabarito. 

## Ex-alunos ilustres

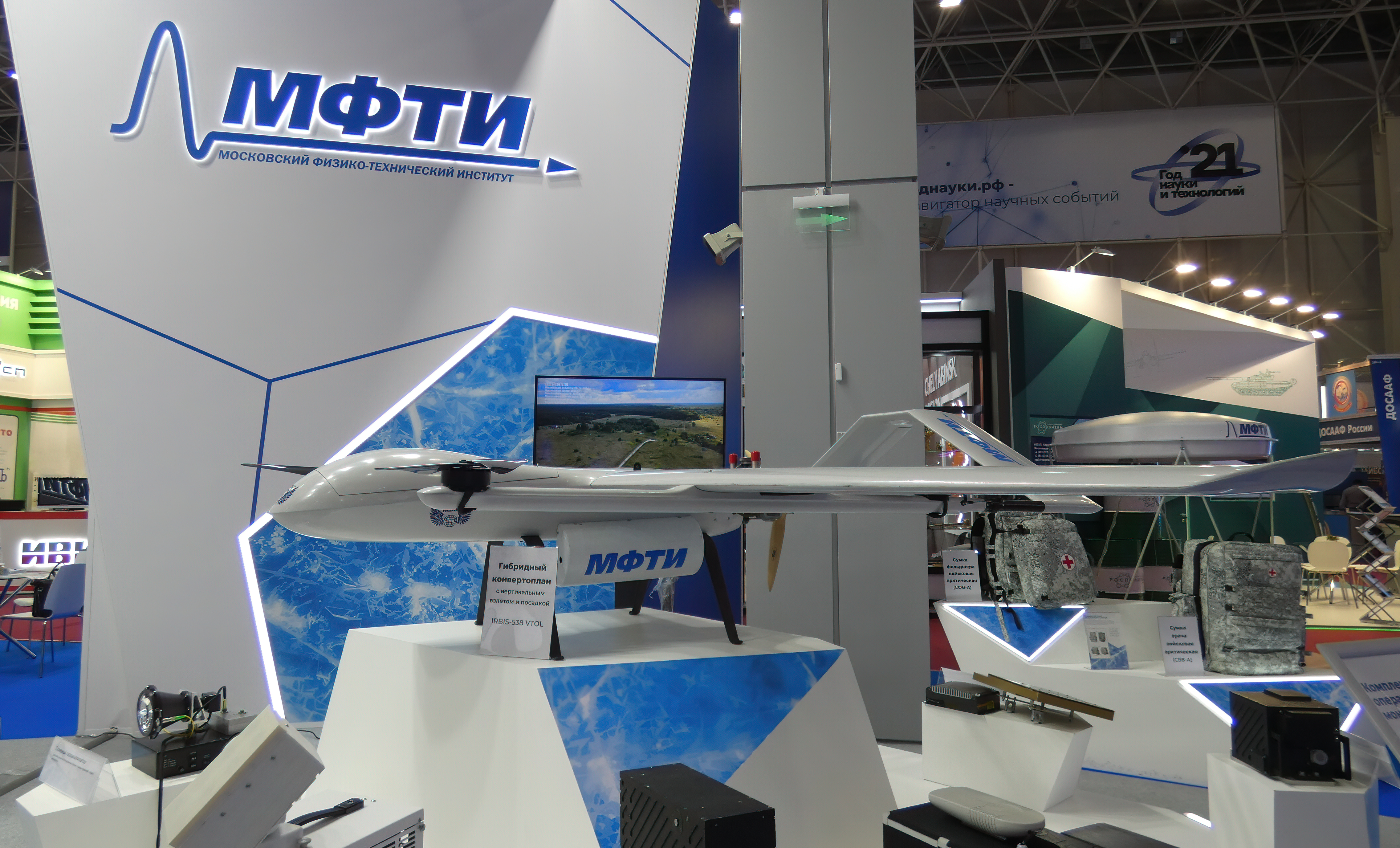
Drone Irbis-538 na exposição "Army-2021"

### Vencedores do Prêmio Nobel
- Lev Landau - físico russo, Prêmio Nobel 1962.[4]
- Pyotr Kapitsa - descoberto superfluidez, Prêmio Nobel de 1978.[5]
- Nikolay Semyonov - mais conhecido por seu trabalho em reações em cadeia, Prêmio Nobel 1956  em química.[6]
- Vitaly Ginzburg - físico vencedor do Prêmio Nobel 2003, co-desenvolvedor da bomba H soviética.[7]
- Aleksandr Prokhorov - co-inventor do laser, Prêmio Nobel 1964.[8]
- Sir Andre Geim - descobridor de grafeno, fita de lagartixa e sapos levitando; Membro da Royal Society, Prêmio Nobel de Física, 2010.[9]

Sir Konstantin Novoselov- Prêmio Nobel de Física para pesquisa de grafeno, 2010.